# Raz Stain
Raz Stain (hebräisch רָז שְׁטַיְין Ras Schṭajn; * 23. Februar 1994 in Rischon LeZion) ist ein israelischer Fußballspieler.

## Karriere
Stain wuchs in Rischon LeZion auf und begann im Alter von neun Jahren in den Jugendmannschaften von Maccabi Tel Aviv Fußball zu spielen. Mit 15 Jahren wechselte er in die Jugendabteilung von Maccabi Haifa und unterschrieb dort einen achtjährigen „Talentvertrag“. Stain hat für alle Jugendmannschaften Israels gespielt und kam 2012 zweimal für die Jugendmannschaft zum Einsatz. 2013 gewann er mit der Jugendmannschaft von Maccabi Haifa das Double und wurde anschließend an den in der Nationalliga spielenden Verein HaPoʿel Katamon Jerusalem ausgeliehen. Am 8. September 2013 gab er sein Profidebüt in einem Spiel gegen HaPoʿel Petach Tiqwa und schoss eine Woche später sein erstes Tor beim 1:0-Sieg über HaPoʿel Nazareth ʿIllit, bei dem er ebenfalls mit einer roten Karte vom Platz gestellt wurde. Insgesamt erzielte Stain in der Saison 2013/2014 neun Ligatore, am Ende stieg die Mannschaft in die Liga A ab.
In der Saison 2014/2015 wurde Stain an HaPoʿel Akko in der Premier League ausgeliehen und gab am 13. August 2014 sein Debüt für den Verein in einem Spiel gegen Maccabi Haifa im Toto Cup. Am 20. September gab er sein Debüt in der Premier League, als er in einem Spiel gegen Bnei Sachnin eingewechselt wurde. Sein erstes Tor in der Premier League erzielte er am 13. Dezember 2014 in einem Spiel gegen Ironi Qiryat Schmona, das 2:2 endete. Insgesamt erzielte er bis zum Saisonende ein Tor in zehn Einsätzen für HaPoʿel Akko.
Im August 2015 kehrte Stain zu HaPoʿel Katamon Jerusalem zurück, nachdem dieser in die Nationalliga zurückgekehrt war, und spielte zwei weitere Jahre in der Liga. In der Saison 2017/2018 spielte er für Maccabi Herzlia und erzielte acht Tore in der Nationalliga. Im August 2018 unterschrieb Stain bei Sekzia Nes Ziona und erzielte in der Saison 2018/2019 12 Tore und wurde zum MVP der Nationalliga ernannt, nachdem sich das Team für die Premier League qualifiziert hatte. In der Saison 2019/2020 erzielte Stain neun Tore in der Premier League, das Team stieg jedoch letztendlich in die National League ab.
Am 20. Juli 2020 unterschrieb Stain bei HaPoʿel Haifa. Sein erstes Tor für den Verein erzielte er am 2. Januar 2021 beim 3:3-Unentschieden gegen Beitar Jerusalem und erzielte in 15 Premier-League-Einsätzen für das Team zwei Tore. Am 2. Februar 2021 wurde er auf seinen Wunsch hin aus dem Verein entlassen und unterschrieb für anderthalb Saisons bei HaPoʿel Tel Aviv. Am 7. Februar gab er sein Debüt für den Verein und wurde beim 1:1-Unentschieden gegen HaPoʿel Chadera eingewechselt. Am Ende dieser Saison qualifizierte er sich mit der Mannschaft für das Finale des Staatspokals, wo er in der Verlängerung bei HaPoʿels 1:2-Niederlage gegen Maccabi Tel Aviv als Ersatzspieler auftrat.
Am 18. Juli 2021 unterschrieb Stain für eine Saison bei Bnei Sachnin.
Am 22. Mai 2022 unterschrieb er für zwei Jahre bei HaPoʿel Petach Tiqwa aus der Nationalliga.